# Майкл Волфф
Майкл Волфф, Волф  (англ. Michael Wolff, нар 27 серпня 1953) — американський письменник, есеїст і журналіст, постійний колумніст і автор USA Today, The Hollywood Reporter, і британського видання журналу GQ.
На початку січня 2018 року було оголошено про публікацію книги Вольфа Вогонь і лють: в Білому домі Трампа, що розкриває невтішну поведінку президента США Дональда Трампа, хаотичну взаємодію між співробітниками Білого дому, та наклепницькі одкровення про сім'ю Трампа від колишнього головного стратега Білого дому Стіва Беннона. Новини про неминучу публікацію книги та незграбне зображення в ній Трампа спонукали Трампа 4 січня 2018 року виступити з вимогою не розпочинати випуск книги, погрожуючи судовим позовом за наклеп проти Волффа, видавця Henry Holt and Company, і Беннона. Ще до виходу 5 січня, книга вийшла на перше місце в рейтингу продажів на Amazon.com.

## Раннє життя
Майкл Волфф народився в Нью-Джерсі, в родині фахівця реклами Льюїса А. Волффа і Маргарити «Ван» (Vanderwerf) Волфф (1925—2012), репортера газети. Він вирушив до Колумбійського коледжу Колумбійського університету в Нью-Йорку. Під час навчання в Колумбійському університеті, працював у Нью-Йорк Таймс.

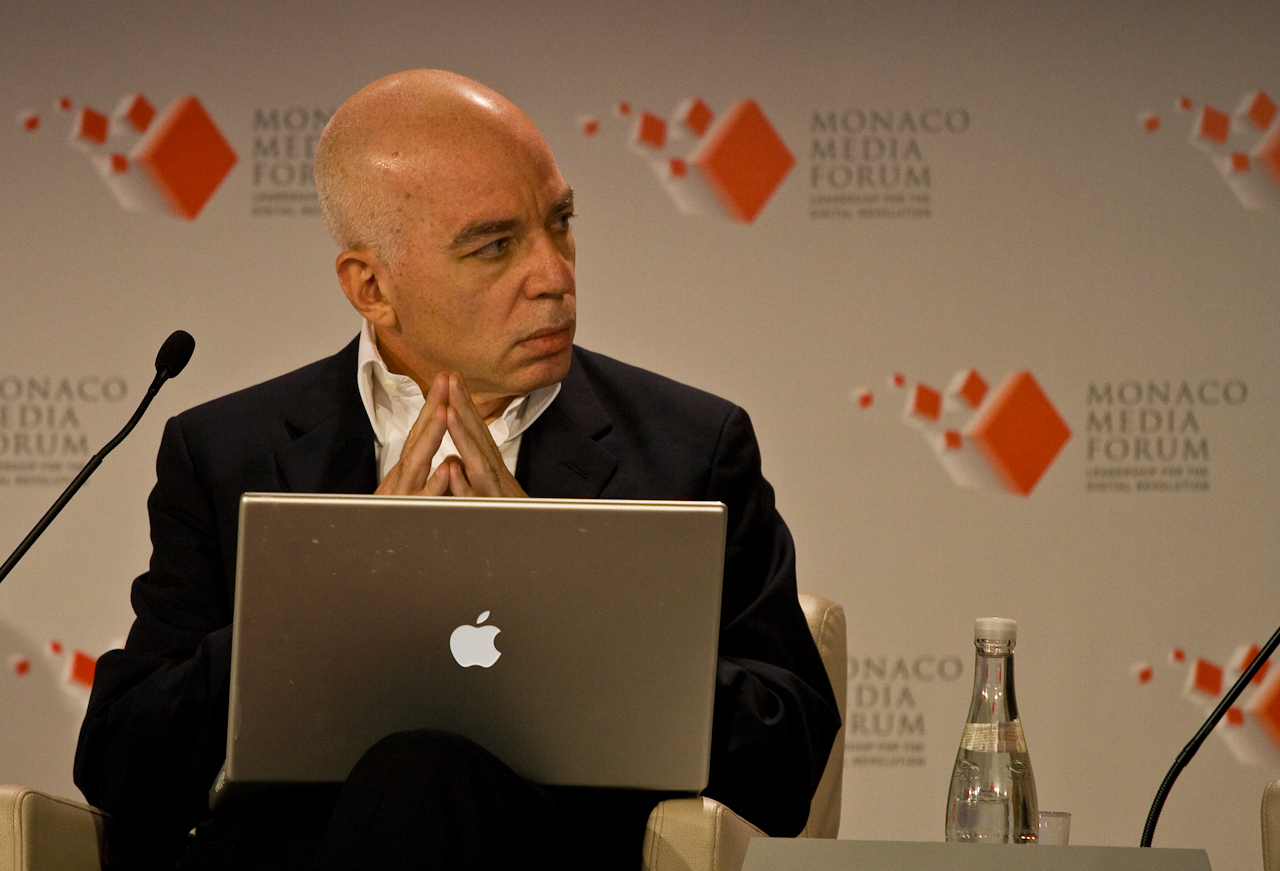
Волфф: в Монако на Медіафорумі 2008 року

Він опублікував свою першу статтю в журналі Нью-Йорк Таймс в 1974 році: про Анжелу Етвуд, сусідку його сім'ї, яка була членом Сімбіоністської армії визволення і допомогла викрасти Патрісію Герст. Незабаром після цього він покинув Таймс і став працювати в «Нью-Таймс», бітижневому новинному журналі Джона Ларсена і Джорджа Гірша. Перша книга Вольфа — «Білі діти» (1979), збірка творів.

## Особисте життя
Волфф був одружений з Елісон Ентоні, адвокаткою; але розпочав процедуру розлучення в 2009 році. Починаючи з 2009 року, Волфф став зустрічатися з письменницею Вікторією Флоет (Victoria Floethe).

## Книги
- White Kids. Simon & Schuster. 1979. ISBN 978-0-671-40001-9.
- Where We Stand: Can America Make It in the Global Race for Wealth, Health, and Happiness?. Bantam Books. 1992. ISBN 978-0-553-08119-0.
- Burn Rate: How I Survived the Gold Rush Years on the Internet. Simon & Schuster. 1998. ISBN 978-0-684-85621-6.
- Autumn of the Moguls: My Misadventures With the Titans, Poseurs, and Money Guys Who Mastered and Messed Up Big Media. Collins. 2003. ISBN 978-0-06-662113-5.
- The Man Who Owns the News: Inside the Secret World of Rupert Murdoch. Broadway Books. 2008. ISBN 978-0-385-52612-8.
- Television Is the New Television: The Unexpected Triumph of Old Media In the Digital Age. Portfolio. 2015. ISBN 978-1-59184-813-4.
- Fire and Fury: Inside the Trump White House. Henry Holt and Company. 5 січня 2018. ISBN 978-1-250-15806-2.